# 良好調節器
良好調節器（英語：good regulator）是科南特（Roger C. Conant）和W·羅斯·阿什比提出的定理，是控制论的核心。此理論提出「每一個良好的調節器都是所調節系統的模型。」。也就是說，最有可能成功，而且架構簡單的調節器一定就是所調節系統的同构。此結果是根據受控制系統輸出變異所產生的熵，再指出在一般的情形下，若受控體的狀態和調節器的狀態之間存在映射，可以讓熵降低。若此映射為同构（也就是調節器就是系統的模型），其熵會有最小值。
此定理具有一般性，可以應用在所有調節性、自我調節性、或是恆定的系統。. 
此定理沒有說明什麼是系統的良好調節器。有關良好調節器的條件在ethical調節器定理，以及practopoiesis理論中有提及。
若限制在控制理论中的常微分方程子集中，良好調節器就是指內部模型，最早是由控制工程學者弗朗西斯（B. A. Francis）及翁漢（W. M. Wonham）在1976年所提出的。此形式和古典控制理論相反，古典回授控制無法明確的針對控制系統建模（雖然經典控制器中多半會包括一個隱式的模型）。

## 外部連結
- Daniel L. Scholten discusses in his "Every Good Key Must Be A Model Of The Lock It Opens" （页面存档备份，存于）
- The Good-Regulator Project （页面存档备份，存于） by Daniel L. Scholten